# František Drtikol

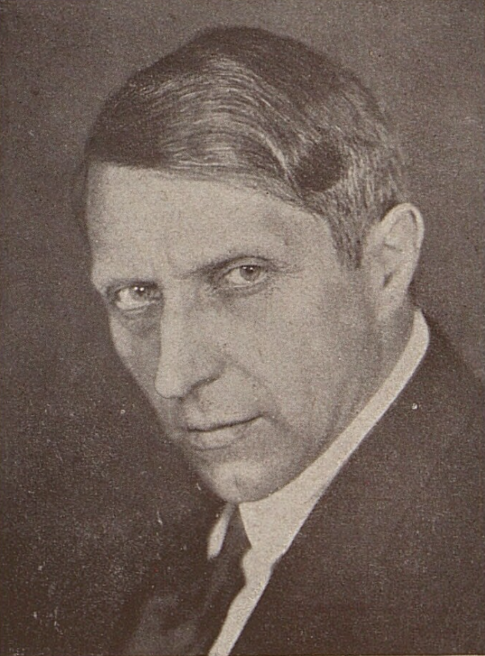
František Drtikol, 1927

František Drtikol (* 3. März 1883 in Příbram, Österreich-Ungarn; † 13. Januar 1961 in Prag) war der erste bedeutende tschechische Photograph.

## Leben
Nach einer Fotografenlehre im Atelier Antonin Mattas in Příbram von 1898 bis 1901 besuchte Drtikol von 1901 bis 1903 die Lehr- und Versuchsanstalt für Photographie in München (später umbenannt in Bayerische Staatslehranstalt für Lichtbildwesen und ab 1990 in Staatliche Fachakademie für Fotodesign München). 1904 bis 1907 leistete er Militärdienst, von 1907 bis 1935 betrieb er ein eigenes Studio, zunächst in Příbram, später in Prag. 1945/46 war Drtikol Professor an der Schule für Graphik in Prag.
Schwerpunkt seiner Arbeit war die Aktphotographie im Stil des Art déco. In seinen frühen Werken lässt sich der Einfluss des Prager Symbolismus und der „Art Nouveau“ erkennen. In den 1920er und 30er Jahren prägten Stummfilm, Avantgarde und Art déco sein Schaffen. Noch vor dem Zweiten Weltkrieg gab František Drtikol die Photographie auf und widmete sich fortan der Malerei. Sein Ruhm schwand und er starb 1961 einsam und vergessen. Erst in jüngerer Zeit nimmt sein Werk wieder einen hohen Stellenwert in der Geschichte der tschechischen Photographie ein.

## Ausstellungen
- 1924: Gruppenausstellung in der Royal Photographic Society, London.
- 1925: Teilnahme an Exposition internationale des Arts Décoratifs, Paris. (Erhält den Großen Preis.)
- 1972: Erste Retrospektive im Kunstgewerbemuseum in Prag. Katalog (s. Lit.).
- 1984: Tschechische Fotografie 1918–1948, Museum Folkwang, Essen. Katalog.
- 1999: Modern Beauty. Tschechische Avantgarde Fotografie 1918–1948, Die Neue Sammlung, München, Mission du Patrimoine photographique, Paris, Museu Nacional d’Art de Catalunya, Barcelona und Musée de l’Elysée, Lausanne.
- 2004: František Drtikol: Fotografien von 1918–1935, Kunstgewerbemuseum in Prag.[2]
- 2009: Tschechische Fotografie des 20. Jahrhunderts, Kunst- und Ausstellungshalle der Bundesrepublik Deutschland, Bonn, in Zusammenarbeit mit dem Museum für Angewandte Kunst in Prag